# ATC-kod D09: Medicinska förband
ATC-kod D09: Medicinska förband är en del av klassificeringssystemet ATC (Anatomical Therapeutic Chemical Classification System) för läkemedel och vissa andra medicinska produkter. ATC utvecklas av WHO och består av alfanumeriska koder indelade i grupper utifrån anatomi, medicinsk funktion och läkemedelstyp på 5 olika kodnivåer. Denna sida utgör innehållet i en specifik grupp på nivå 2.

## D09A Medicinskaförband

### D09AA Salvkompresser med antiinfektiva medel
D09AA01 Framycetin
D09AA02 Fusidinsyra
D09AA03 Nitrofurazon
D09AA04 Fenylkvicksilver(II)nitrat
D09AA05 Bensododecinium
D09AA06 Triklosan
D09AA07 Cetylpyridinium
D09AA08 Aluminiumklorhydrat
D09AA09 Povidonjod
D09AA10 Cliokvinol
D09AA11 Benzalkonium
D09AA12 Klorhexidin
D09AA13 Jodoform

### D09ABZinkbandage
D09AB01 Zinklim
D09AB02 Zinkbandage med tillägg

### Engelska
- WHO Collaborating Centre for Drug Statistics Methodology - ATC Index
- WHO Collaborating Centre for Drug Statistics Methodology - ATCvet Index

### Svenska
- SIL online
- FASS.se - ATC
- FASS.se - Veterinär-ATC
- Sök läkemedelsfakta - Läkemedelsverket
- Socialstyrelsen : Klassifikationer
- Nationellt produktregister för läkemedel - NPL